# يحبطني (أغنية)
يحبطنى (بالإنجليزية: Drag Me Down)‏ هي أغنية لفريق ون دايركشن، تم إصدارها في 31 يوليو 2015، وتم إصدار الفيديو الموسيقى والرسمى للأغنية على موقع فيفو في 21 أغسطس 2015، تم تصوير الفيديو في مركز لندون بي جونسون للفضاء التابعة لوكالة ناسا في هيوستن في تكساس، تم إصدار تلك الأغنية كأول أغنية منفردة للفرقة لألبوم الفرقة الخامس صنع في الصباح، تعتبر أول أغنية للفرقة منذ رحيل زين مالك من الفرقة.